# Dualitás a projektív geometriában
A dualitás a projektív geometriában a szimmetrikus axiómarendszer következménye. Azt jelenti, hogy például a síkban az egyenesek és pontok szerepe szimmetrikus. A projektív síkok pontok és egyenesek közötti illeszkedési relációja tulajdonképpen a pontot tartalmazza az egyenes és az egyenes átmegy a ponton relációk egyesítése. Ez a két utóbbi reláció szintén szimmetrikus szerepet kap a projektív síkon. Magasabb, de véges dimenzióban a dualitás az összes alteret és illeszkedésüket érinti.
A dualitásnak két különböző szemléletű megközelítése létezik. Az egyik a nyelvi, ami a szavakat cserélgeti, a másik a funkcionális, ami egy pont-egyenes, egyenes-pont illeszkedéstartó transzformációt definiál, és ezt dualitásnak nevezi. Ezzel a transzformációval egy duális síkot kapunk. Léteznek azonban véges síkok, amik nem önmaguk duálisai; az ismert példák 9 rendű nem testre épített síkok. Önduális síkokon a dualitást mindig a bizonyítandó állításnak megfelelően választják.

## A dualitás elve
Ha a projektív síkot axiomatikusan illeszkedési struktúraként definiáljuk, akkor definiálható egy duális sík.
Legyen C a sík, P a sík pontjainak, L az egyeneseinek halmaza, és jelölje I az illeszkedési relációt. Ekkor
C=(P,L,I).
A duális sík az egyenesek és a pontok szerepének megcserélésével kapható:
C* =(L,P,I*),
ahol I* az illeszkedés duálisa a pontok és az egyenesek szerepének megcserélésével.
Ha C és C* izomorf, akkor C önduális. A ferdetestre épített síkok önduálisak. De vannak nem Desargues-síkok, amik nem azok, például a Hall-síkok, és vannak, amik viszont igen, például a Hughes-síkok.
Ha mondunk egy állítást, ami egy projektív sík egyeneseiről, pontjairól és azok illeszkedéséről szól, akkor a pont, egyenes szavak felcserélésével és az ez által megkövetelt nyelvtani átalakítások elvégzésével az állítás duálisát kapjuk. Az illeszkedés szó helyett gyakran más igéket használunk, ezért ezek cseréjére is figyelni kell. Például a két pontra egyértelműen illeszkedik egy egyenes és két egyenes egy pontban metszi egymást duális állítások. A duális állítás kimondását dualizálásnak is nevezzük. Ha egy ilyen állítás igaz a C síkon, akkor a duális állítás teljesül a C* duális síkon. A dualitás elve szerint önduális síkon az állítások dualizálása megőrzi az állítás igazságértékét.
Három dimenzióban a pontok és a síkok egymás duálisai, és az egyenesek önduálisak. Ez a térbeli dualitás elve. Mivel a Desargues-tétel három dimenzióban bizonyítható, ezért a legalább háromdimenziós projektív terek mind testre épített terek, így önduálisak. A dualitás elve magasabb dimenzióban is teljesül.
A dualitás miatt felmerül az igény arra, hogy az illeszkedést szimmetrikusnak határozzuk meg. Ezért az egyenes átmegy a ponton és a pont az egyenesen van helyett az illeszkedik szót részesítik előnyben.
Duális tételek:
A valós projektív síkon PG(2,R)-en több ismert tétel van, melyek duálisai is nevezetes tételek:
- Desargues-tétel első fele ⇔ Desargues-tétel második fele
- Pascal-tétel ⇔ Brianchon-tétel
- Menelaosz-tétel ⇔ Ceva-tétel

## A dualitás, mint leképezés
A sík dualitása a sík illeszkedéstartó leképezése a duális síkjára. Ez azt jelenti, hogy ha egy pont és egy egyenes illeszkedik, akkor a pont képeként kapott egyenes is illeszkedni fog az egyenes képeként kapott pontra. Ha a két sík izomorf, akkor ezek a leképezések a korrelációk.
Testre épített síkon bevezethetők a reciprocitások, amik egy testautomorfizmus és egy projektivitás szorzataként kaphatók. Ha a testautomorfizmus az identitás, akkor projektív korrelációról van szó. 
A másodrendű projektív korrelációkat polaritásnak is hívják. Egy φ korreláció, ami nem polaritás, önmagával szorozva nem identikus kollineációt ad.
Magasabb dimenziókban is vannak hasonló leképezések, így ez is kiterjeszthető magasabb dimenzióba.

## Három dimenzióban
A háromdimenziós projektív terekben a polaritások pontot síknak, síkot pontnak feleltetnek meg. Ezt leszűkítve kapható a poliéderek dualitása, amiben csúcsnak lap, lapnak csúcs felel meg. Így lesz az ikozaéder duálisa a dodekaéder, és a kocka duálisa az oktaéder.

## Magasabb dimenzióban
A projektív síkok és a háromdimenziós projektív terek dualitását magasabb dimenziókra általánosítva a pontok hipersíkoknak felelnek meg, az egyenesek két hipersík metszetének, és így tovább, az r dimenziós altér megfelelője (n-1-r) dimenziós lesz, ahol n a projektív tér dimenziója.
A testre épített PG(n,K) projektív terek homogén koordinátákkal láthatók el. Ez azt jelenti, hogy n+1 hosszú vektorokat képezünk a K test elemeiből vett koordinátákkal, és azonosnak tekintünk két vektort, ha nem nulla konstanssal szorozva egyenlőkké tehetők. Egy másik módszer, ha az adott test fölötti n dimenziós vektorteret beágyazzuk az (n+1) dimenziós vektortérbe úgy, hogy az utolsó koordinátája egy legyen. Ekkor az origón átmenő egyenesek megfeleltethetők az n dimenziós projektív tér pontjainak. Az n dimenziós alteret metsző egyenesek a tér közönséges pontjai lesznek, a vele párhuzamosak pedig a tér ideális pontjainak feleltethetők meg. Általában, a Kl dimenziós altér a projektív tér (l-1) dimenziós altere lesz.
A Kn + 1-beli nem nulla u = (u0,u1,...,un) vektor szintén meghatároz egy Hu (n - 1) dimenziós projektív teret, ahol
Hu = {(x0,x1,...,xn) : u0x0 + … + unxn = 0 }.
Ha az u vektor hipersíkot ad meg, akkor uH jelöli, ha pontot, akkor uP. A szokásos skaláris szorzatos jelöléssel Hu = {xP : uH • xP = 0}. Mivel a K test kommutatív, ezért a skalárszorzat is az, ami azt jelenti, hogy:
uH•xP = u0x0 + u1x1 + ... + unxn = x0u0 + x1u1 + ... + xnun = xH•uP.
Ezzel megadható egy illeszkedéstartó megfeleltetés a pontok és a síkok között, ami az illeszkedéstartás alapján kiterjeszthető az egyenesek és két hipersík metszeteként kapható alterekre, majd innen még tovább, a véges dimenziós projektív tér összes alterére. Az ilyen leképezések a reciprocitások.
A K test fölötti PG(2,K) projektív sík esetén a reciprocitás az (a,b,c) koordinátájú pontokat az ax + by + cz = 0 egyenletű egyeneseknek felelteti meg. A K test fölötti PG(3,K) projektív térben az (a,b,c,d) homogén koordinátájú pontok az ax + by + cz + dw = 0 egyenletű síkoknak felelnek meg. Ez a reciprocitás az (a1,b1,c1,d1) és az (a2,b2,c2,d2) pontok által megadott egyenest az a1x + b1y + c1z + d1w = 0 és a2x + b2y + c2z + d2w = 0 egyenletrendszerű egyenesnek felelteti meg kölcsönösen egyértelműen és illeszkedéstartóan.

## Reciprocitás szerkesztése
A PG(2,K) testre épített projektív sík reciprocitása leírható geometriai eszközökkel. Ez az egységgömbös definíciót használja, amiben a gömb szemben fekvő pontjait azonosnak tekintjük. Ezzel ekvivalens az origón átmenő egyenesek és síkok modellje. Legyen a kölcsönösen egyértelmű hozzárendelés a merőlegesség, vagyis egy egyenes képe az a sík lesz, amire merőleges, és egy sík képe az az egyenes lesz, amire merőleges. Ha az egyeneseket a PG(2,K) projektív sík pontjainak, a síkokat a projektív sík egyeneseinek tekintjük, akkor ez a függvénykapcsolat reciprocitásba megy át. A gömbmodell ebből úgy kapható, hogy az egységgömbbel elmetsszük az egyeneseket és a síkokat. Az egyenesek két átellenes pontban metszik a gömböt, ezeket azonosnak tekintjük. A síkok főkörökben metszik a gömböt, amik a projektív sík egyeneseinek tekinthetők.
Az illeszkedéstartás könnyebben bizonyítható az altérmodellből. A pontra illeszkedő egyenes ebben a modellben éppen az egyenesre illeszkedő pont. A függvénykapcsolatban a síknak a rá merőleges egyenes felel meg, ami merőleges a síkban levő összes egyenesre, tehát a pontnak megfelelő egyenesre is. Ennek képe a rá merőleges sík, ami magában foglal minden olyan egyenest, ami merőleges az eredeti egyenesre. Így az eredeti sík képe is illeszkedik rá, tehát ez a függvénykapcsolat illeszkedéstartó.

## Pólus-poláris leképezés

Pólus-poláris megfeleltetés az O körre. P = Q, q Q polárisa, és Q q pólusa.

Rögzítsünk egy origó közepű C kört az euklideszi síkon, és tekintsük a körre vett inverziót. Ekkor a P képén átmenő, PO-ra merőleges egyenes lesz a P pont polárisa. Az O-t elkerülő m egyenes pólusa hasonlóan szerkeszthető, csak az O-ból m-re bocsátott merőleges talppontjának képét kell venni. A pólus-poláris megfeleltetés illeszkedéstartó, és nem elfajuló kúpszelet esetén kölcsönösen egyértelmű, tehát reciprocitás a végtelen távoli egyenessel kibővített projektív síkon. Ezen a síkon a reciprocitás kibővíthető úgy, hogy O polárisa a végtelen távoli egyenes, és a végtelen távoli egyenes pólusa az O pont. Az O ponton átmenő s meredekségű ferde egyenesek pólusa a -1/s meredekségű egyenesek ideális pontja; az x tengely pólusa a függőlegesek ideális pontja, az y tengelyé a vízszinteseké.
Ez a megfeleltetés kiterjeszthető más nem elfajuló kúpszeletekre is. Ezek a reciprocitások másodrendűek, így polaritások.

## A gömb leképezése síkra
A projektív sík gömb modellje ekvivalens az ideális egyenessel kibővített sík modelljével.
A gömb modell sztereografikus projekcióval síkba képezhető. Ehhez kitűzünk egy pontot a gömb felszínén, és vesszük azt a síkot, ami itt érinti a gömböt. A gömb egy pontjának képe úgy adható meg, hogy vesszük a pontot a gömb középpontjával összekötő egyenest, és tekintjük az egyenes döféspontját a síkkal.
Ezzel a vetítéssel definiálható az
{\displaystyle f:[0,\pi /2]\times [0,2\pi ]\rightarrow \mathbb {R} P^{2}.}
egy-egyértelmű leképezés.
Ha az {\displaystyle \mathbb {R} P^{2}} síkon homogén koordinátákkal adjuk meg a pontokat, akkor
{\displaystyle f:(\theta ,\phi )\mapsto [\cos \phi :\sin \phi :\mathrm {ctg} \theta ],}
{\displaystyle f^{-1}:[x:y:z]\mapsto \left(\arctan {\sqrt {\left({x \over z}\right)^{2}+\left({y \over z}\right)^{2}}},\arctan _{2}(y,x)\right).}
A síkmodell egyenesei éppen a gömbi főkörök képei. A sík minden egyenesére éppen egy olyan sík illeszkedik, ami a gömb középpontján is átmegy, de az ilyen síkok a gömböt főkörben metszik.
Minden főkörhöz egyértelműen van projektív pont, ami a duálisa. De ez két átellenes gömbi pontnak felel meg, amik egyértelműen meghatároznak egy egyenest a térben. Ez az egyenes a kibővített síkot egy pontban metszi, ami azt jelenti, hogy a projektív sík egyenesei és a pontjai geometriai úton összepárosíthatók úgy, hogy egymás duálisai legyenek.

## Pólus-poláris szerkesztése
Legyen L projektív egyenes, aminek keressük a duálisát. Bocsássunk rá merőlegest az origóból. Ekkor a pólus a merőleges túlsó oldalán lesz, és távolsága az origótól az L egyenes távolságának reciproka lesz.

Három pár duális egyenes-pont pár: egy piros, egy sárga és egy kék.
A dualitás illeszkedéstartó, így 
a piros és a sárga pontokat összekötő egyenes duálisa
 a piros és a sárga egyenesek metszete 
Egyenletekkel leírva: legyen g a projektív sík önmagára vett kölcsönösen egyértelmű leképezése:
{\displaystyle g:\mathbb {R} P^{2}\rightarrow \mathbb {R} P^{2}}
úgy, hogy
{\displaystyle g:[m:b:1]_{L}\mapsto [m:-1:b]}
és
{\displaystyle g:[x:y:1]\mapsto [x:1:-y]_{L}}
ahol az L index azt jelöli, hogy egyenes vonalkoordinátáiról van szó. Más szóval, az m meredekségű, y tengelymetszetű (m, b) affin egyenes az (m/b, −1/b) pont duálisa. Ha b=0, akkor az egyenes átmegy a koordináta-rendszer origóján, és duálisa az [m : −1 : 0] ideális pont.
Az (x,y) koordinátájú affin pont duálisa a −x/y meredekségű, −1/y tengelymetszetű egyenes. Ha a pont az origó [0:0:1], akkor duálisa az ideális egyenes [0:1:0]L. Ha a pont az x tengely [x:0:1] pontja, akkor duálisa az [x:1:0]L egyenes, vagyis a −1/x tengelymetszetű függőleges egyenes.
Ha egy pont vagy egyenes koordinátái homogén alakban vannak megadva, akkor a dualitás mátrix alakba írható:
{\displaystyle G={\begin{bmatrix}1&0&0\\0&0&-1\\0&1&0\end{bmatrix}}}
aminek inverze
{\displaystyle G^{-1}={\begin{bmatrix}1&0&0\\0&0&1\\0&-1&0\end{bmatrix}}.}
A G mátrix egyetlen valós sajátértéke az 1, ami az [1:0:0] sajátvektorhoz tartozik. Az [1:0:0]L egyenes az y tengely, aminek duálisa az [1:0:0] pont, ami az x tengely ideális pontja.
Az y tengely koordinátái [1:0:0]L, az x tengelyé [0:0:1]L, és az ideális egyenesé [0:1:0]L. A háromdimenziós térben a G által adott leképezés egy forgatás az x tengely körül, ami az y tengelyt a z tengelybe viszi. A projektív síkban ez egy projektív pont-pont, egyenes-egyenes, kúpszelet-kúpszelet transzformáció, ami az x tengelyt felcseréli az ideális egyenessel, és az y tengelyen Möbius-transzformációt visz véghez. Dualitásként G minden projektív egyenest és pontot a duálisával párosít össze.

## Illeszkedéstartás
A g leképezés illeszkedéstartó:
Adva legyen az L1 és az L2 egyenes, amik a P pontban metszik egymást. Ekkor az egyenesek duálisai, gL1 és gL2 egyértelműen meghatározzák az g−1P egyenest:
{\displaystyle g^{-1}(L_{1}\cap L_{2})=gL_{1}.gL_{2}}.
Adva legyenek a P1 és a P2 pontok, amikre illeszkedik az L egyenes, P1.P2 = L. Tudni akarjuk, hogy ekkor mi a g−1P1 és a g−1P2 egyenesek metszete. Ha g−1P1 ∩ g−1P2 = P, akkor
{\displaystyle g^{-1}P=g^{-1}(g^{-1}P_{1}\cap g^{-1}P_{2})=g(g^{-1}P_{1}).g(g^{-1}P_{2})}
{\displaystyle =P_{1}.P_{2}}
{\displaystyle =L}
és így
{\displaystyle g(g^{-1}P)=gL}
{\displaystyle P=gL}
∴{\displaystyle g(P_{1}.P_{2})=g^{-1}P_{1}\cap g^{-1}P_{2}}
Ha a pontokat affin koordinátákkal adjuk meg, akkor a rajtuk átmenő egyenes egyenlete
{\displaystyle [x_{1}:y_{1}:1].[x_{2}:y_{2}:1]=g^{-1}([x_{1}:y_{1}:1]\times [x_{2}:y_{2}:1])}
ahol is a vektoriális szorzatot úgy számítjuk, ahogy a háromdimenziós vektoroknál.
Ez az utolsó egyenlet az egyenesek metszéséből adódik a g leképezéssel:
{\displaystyle g[m_{1}:b_{1}:1]_{L}.g[m_{2}:b_{2}:1]_{L}=g^{-1}(g[m_{1}:b_{1}:1]_{L}\times g[m_{2}:b_{2}:1]_{L})}
{\displaystyle g(g[m_{1}:b_{1}:1]_{L}.g[m_{2}:b_{2}:1]_{L})=g[m_{1}:b_{1}:1]_{L}\times g[m_{2}:b_{2}:1]_{L}}
{\displaystyle [m_{1}:b_{1}:1]_{L}\cap [m_{2}:b_{2}:1]_{L}=g([m_{1}:b_{1}:1]_{L}\times [m_{2}:b_{2}:1]_{L})}
ahol g disztributív a vektoriális szorzatra: más szóval, g a vektoriális szorzat izomorfizmusa.
Tétel: A g dualitás a vektoriális szorzat izomorfizmusa, vagyis disztributív rá.
Bizonyítás: Adva legyen az A=(a:b:c) és a B=(d:e:f) pont; vektoriális szorzatuk
{\displaystyle (a:b:c)\times (d:e:f)=(bf-ce:cd-af:ae-bd)}
de
{\displaystyle g(a:b:c)=(a:-c:b),}
{\displaystyle g(d:e:f)=(d:-f:e),}
{\displaystyle (a:-c:b)\times (d:-f:e)=(-ce+bf:bd-ae:-af+cd)}
{\displaystyle =g(bf-ce:cd-af:ae-bd)}.
Tehát
{\displaystyle g(A\times B)=gA\times gB}.
Q.E.D.